# Biserica de lemn din Urechești

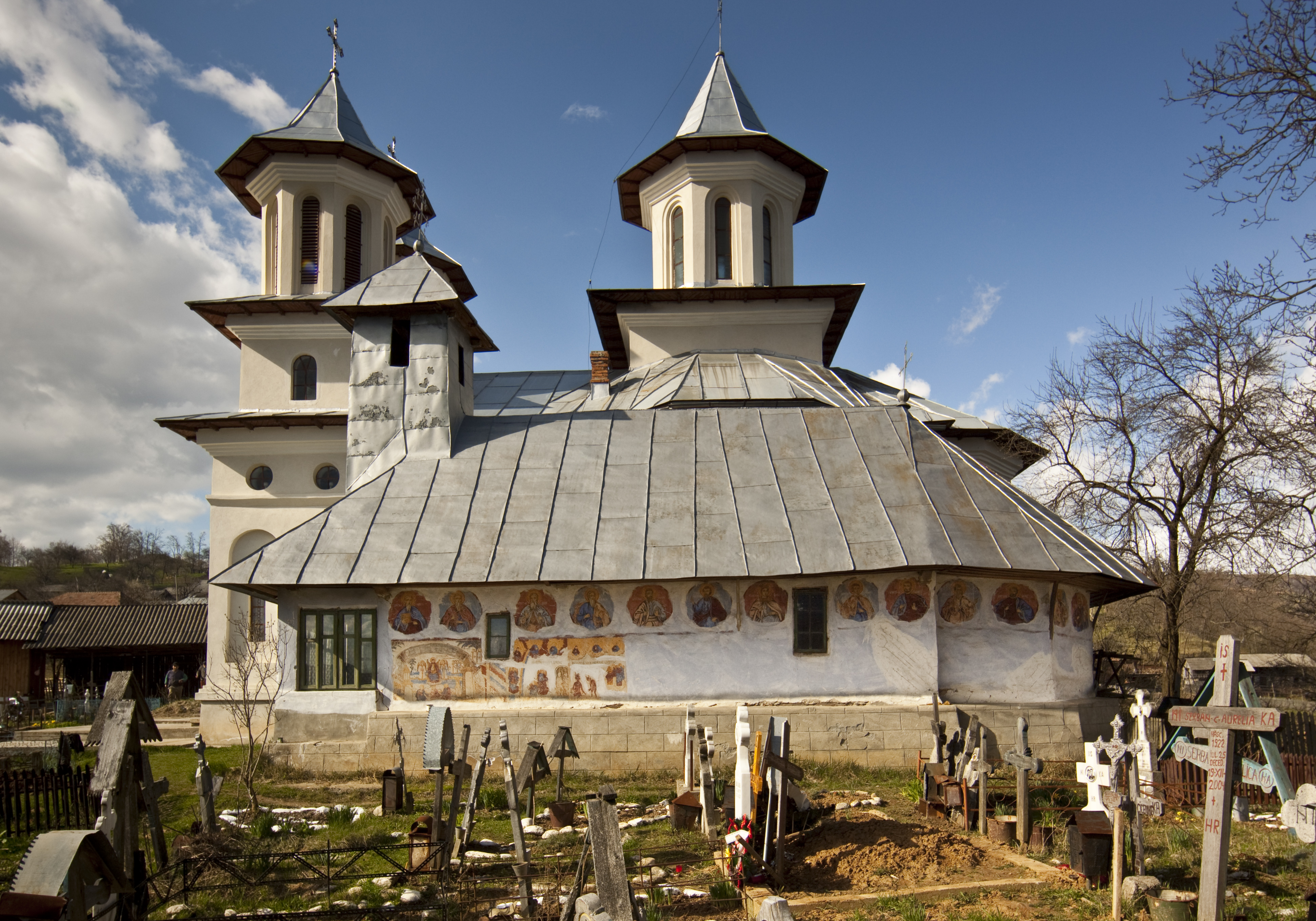
Biserica de lemn din Urecheşti, județul Argeș. Foto: aprilie 2011

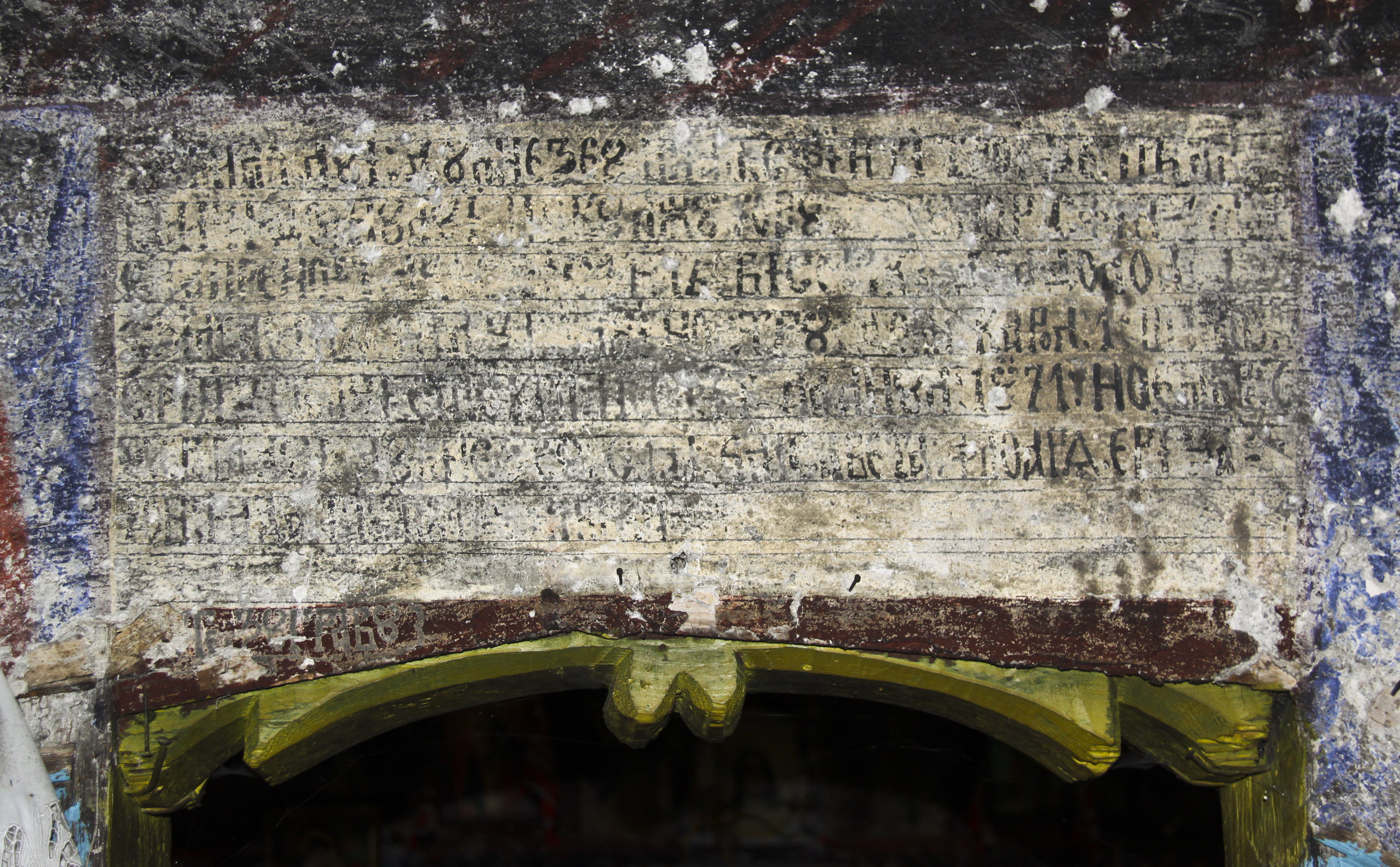
Pisania de la 1871 peste intrarea în naos. Foto: aprilie 2011

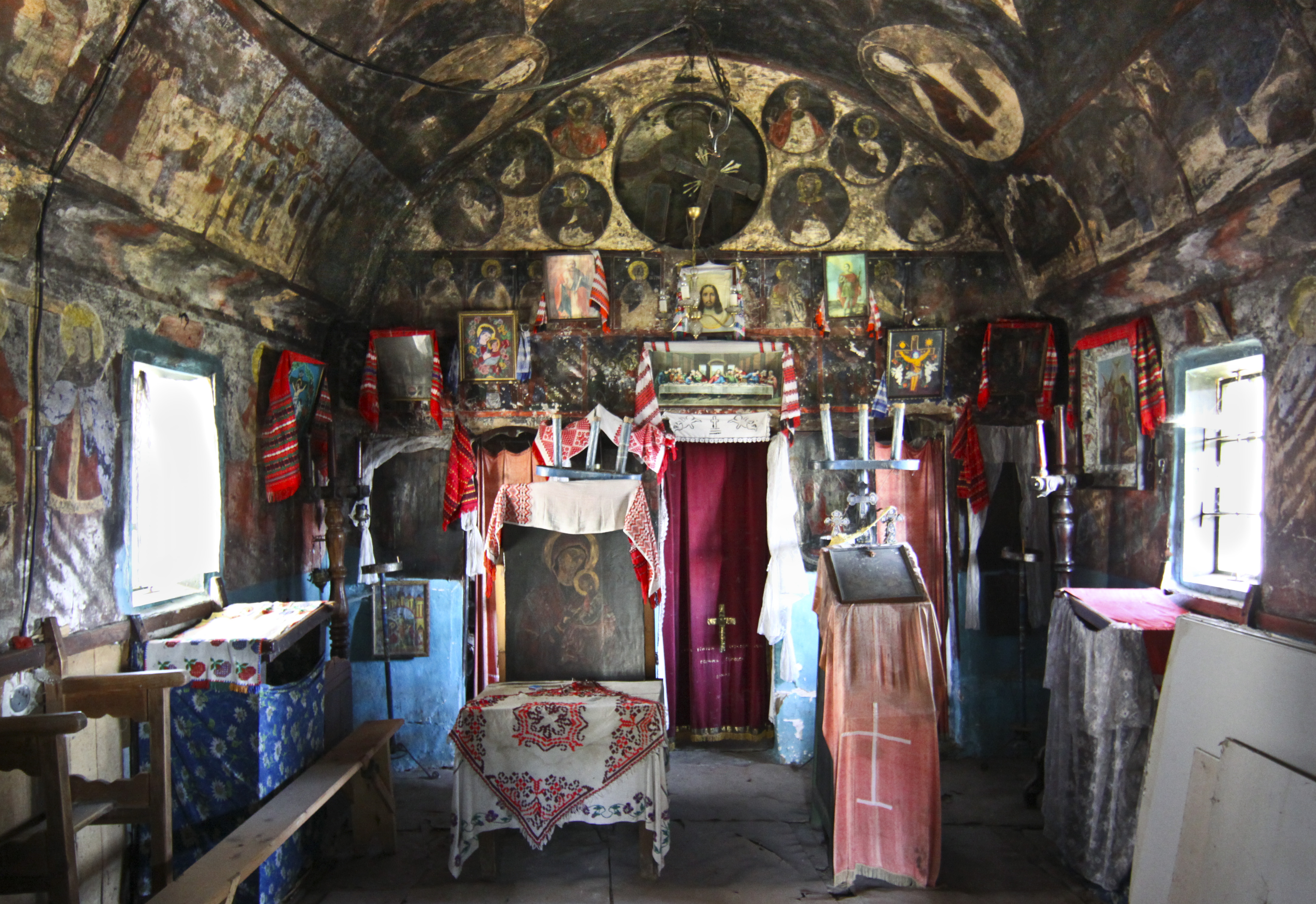
Interiorul naosului cu iconostasul, pictat 1871. Foto: aprilie 2011

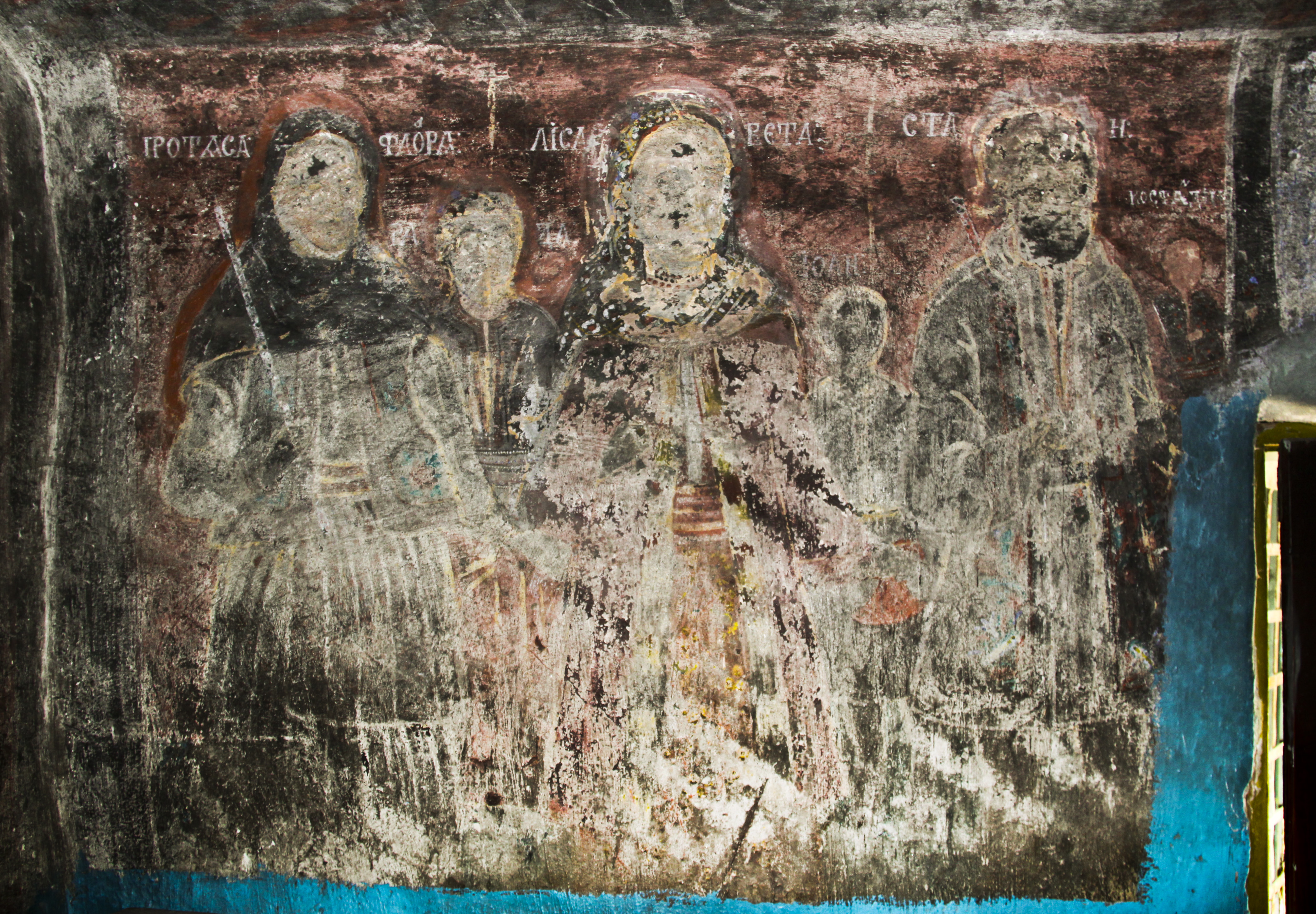
Tabloul ctitorilor de la 1871, în tindă. Foto: aprilie 2011

Biserica de lemn din Urechești se află în satul omonim, fost Cicăneștii de Sus, comuna Cicănești, județul Argeș. Poartă hramul „Sfânta Treime” și a fost ridicată în anul 1832. Asemănarea cu bisericile de zid a primit-o în urma unei renovări din 1871. Se remarcă prin pictura murală exterioară și interioară. Pisania peste intrarea în naos, de la 1871, pomelnicul din altar și tabloul ctitorilor din tindă se împletesc într-un izvor documentar local valoros. Lăcașul lipsește de pe noua listă a monumentelor istorice în ciuda valențelor artistice și istorice conservate. 

## Istoric
Biserica a fost ridicată în anul 1832, pe moșie de moșneni. Tradiția păstrază informația aducerii bisericii dintr-un alt loc din hotarul satului, mai la deal. 
Momentul renovării acestui lăcaș în forma pe care o prezintă azi a fost consemnat într-o pisanie peste intrare, păstrată fragmentar: „Din mila lui Dumnezeu și al Sfinti[i] Troițe și din mila Domnului și cu ajutorul tutulor sfinților sau prenoit [această sfân]tă biserică de a doua [oară] în vremea înălțatului nostru Domn Carol I și [al preasfințitului] episcop Neofit la anul 1871 noembrie 7 de robii lui D[u]m[nezeu] Stan, Elisaveta, Floaria erița, Ion, Rada, [Constantin]. ..te. zugravu”. În altar, de-asupra proscomidiei, apare „pomelnicul ctitorilor vii”: „Stan, Elisaveta, Floaria, Rada, Ioan, Gheorghe, Pătru, Pătru, Ilinca, ..., Ioan, Stanca, Gheorghie, Radu, Ion, ..., Pătru preotu, Floaria pr[euteasa] cu fii 5.” În tabloul ctitorilor din dreapta intrării, în tindă, sunt înfățișați în costumele de epocă: „Stan, Constantin, Lisaveta, Ioan, Protiasa Floaria și Rada”.
Structura vizibilă indică amploarea lucrărilor de renovare. Spre apus construcția a fost extinsă cu un pridvor prevăzut cu un turn peste el. Pereții de lemn au fost îmbrăcați într-o o cămașă de tencuială, care să dea impresia unei construcții de zid. Interiorul și parțial exteriorul au fost zugrăviți cu scene religioase. 

## Trăsături
În forma sa actuală biserica este rezultatul intervențiilor de renovare și reparații asupra construcției inițiale. Biserica este ridicată în formele tradiționale, cu o pereți încheiați în boltă peste încăperi, protejată de un acoperiș comun în patru ape și marcată pe vest, peste pridvor, de un turn. De la vest la est se trece dintr-o încăpere într-alta, începând cu pridvorul închis, continuând cu tinda (pronaosul), biserica (naosul) și încheind cu altarul mai îngust, poligonal. Tinda și biserica sunt împărțite de un perete plin, perforat doar de accesul central, în ax. Altarul este ascuns de restul încăperilor prin structura iconostasului, care permite trei intrări rituale și un spațiu rotund, deschis în jurul crucii de sub boltă. Întreaga construcție de lemn stă pe un fundament zidit, care preia denivelările de teren, ajungînd în dosul altarului la mai mult de un metru de la nivelul pământului.